# Abrahadabra
Abrahadabra è l'ottavo album del gruppo musicale symphonic black metal norvegese Dimmu Borgir.

## Descrizione
Il titolo è una variante della parola esoterica abracadabra ripresa dall'opera filosofica The Book of the Law dell'occultista Aleister Crowley, che gli conferisce il significato di "io creo come parlo". L'album ha richiesto 11 mesi di produzione dove per la registrazione delle numerose orchestrazioni sinfoniche la band si è avvalsa della collaborazione con l'orchestra Kringkastingsorkestret (la Radio Orchestra Norvegese) e con il coro di musica da camera Schola Cantorum, raggiungendo un organico di oltre 100 musicisti.
In un'intervista rilasciata alla rivista Metal Hammer il chitarrista Erkekjetter Silenoz ha definito la musica di Abrahadabra "misteriosa", "ossessiva", "epica", "primitiva", "immensa" e "atmosferica".

## Tracce
1. Xibir (Intro) – 2:50
2. Born Treacherous – 5:02
3. Gateways – 5:10
4. Chess with the Abyss – 4:08
5. Dimmu Borgir – 5:35
6. Ritualist – 5:13
7. The Demiurge Molecule – 5:29
8. A Jewel Traced Through Coal – 5:16
9. Renewal – 4:11
10. Endings and Continuations – 5:58
11. Gateways (Orchestral) – 5:45
12. Perfect Strangers (cover dei Deep Purple) – 5:02

## Formazione
- Shagrath - voce, tastiera, sintetizzatori
- Erkekjetter Silenoz - chitarra
- Galder - chitarra
- Snowy Shaw - basso, voce pulita (nelle tracce 4, 6, 9, 12)
- Daray - batteria
- Agnete Kjølsrud (ex-Animal Alpha, Djerv) - voce femminile (nelle tracce 3 e 10)
- Garm - voce pulita (traccia 10)
- Kringkastingsorkestret- orchestra
- Schola Cantorum norvegese - coro